# 仁寿堂 (苏州)
仁寿堂位于江苏省苏州市吴中区金庭镇东村植里下泾77号。2009年7月10日列为第六批苏州市文物保护单位。
仁寿堂现为私房，不对外开放。